# مناظرة الحساب الاشتراكي
مناظرة الحساب الاشتراكي (بالإنجليزية: socialist calculation debate)‏، وتُعرف أحيانًا بمناظرة الحساب الاقتصادي، وهي حوار حول كيفية أداء الاقتصاد الاشتراكي للحساب الاقتصادي في ظل غياب قانون القيمة والمال والأسعار المالية للسلع الرأسمالية والملكية الخاصة لوسائل الإنتاج. تتركز المناظرة بالتحديد حول تطبيق التخطيط الاقتصادي لخصخصة وسائل الإنتاج كبديل لأسواق رأس المال ومدى تفوق هذا الإجراء على الرأسمالية من حيث الكفاءة والإنتاجية.
يتعلق جانب أساسي من المناظرة بدور ونطاق قانون القيمة في الاقتصاد الاشتراكي. على الرغم من وجود مساهمات في مسألة التنسيق والحساب الاقتصادي في ظل الاشتراكية ضمن الحركة الاشتراكية قبل القرن العشرين، فإن عبارة «مناظرة الحساب الاشتراكي» ظهرت بدايةً في عشرينيات القرن العشرين بعد نقد لودفيج فون ميزس للاشتراكية. وقعت المناظرة التاريخية بين المدرسة النمساوية التي يمثلها ميزس وفريدريش هايك من جهة، اللذان جادلا ضد جدوى الاشتراكية، وبين الاقتصاديين الكلاسيكيين والماركسيين من جهة أخرى، وأبرزهم كلير تيش (السبّاق في هذا الترتيب)، وأوسكار آر لانج، وأبا بي ليرنر، وفريد إم تايلور، وهنري دوغلاس ديكنسون، وموريس دوب، الذين اتخذوا موقفًا يفيد بأنه يمكن تطبيق الاشتراكية وأنها متفوقة على الرأسمالية. كان يُنظر إلى المناظرة على أنها بين مؤيدي الرأسمالية وأنصار الاشتراكية، ولكن في الواقع كان جزء كبير منها بين أوساط الاشتراكيين الذين يتباينون في وجهات النظر المتعلقة باستخدام الأسواق والمال في النظام الاشتراكي ومدى استمرار العمل بقانون القيمة في الاقتصاد الاشتراكي الافتراضي. حافظ الاشتراكيون عمومًا على واحد من ثلاثة مواقف رئيسية تتعلق بواحدة الحساب، يتضمن الرأي القائل أن المال سيظل وحدة الحساب في ظل الاشتراكية، وأن وقت العمل سيكون وحدة الحساب، أو أن الاشتراكية قد تبنى على أساس الحساب العيني.
ظهرت المناظرة بين الاشتراكيين منذ نشوء الحركة الاشتراكية الأوسع بين أوساط مؤيدي اشتراكية السوق، والاقتصادات المخططة مركزيًا والاقتصادات غير المخططة مركزيًا. تضمنت المساهمات الحديثة في المناظرة في أواخر القرن العشرين وأوائل القرن الحادي والعشرين مقترحات لاشتراكية السوق واستخدام تكنولوجيا المعلومات والشبكات الموزعة كأساس للتخطيط الاقتصادي اللامركزي.

## المؤسسات والمساهمات الأولى
صاغ كل من كارل ماركس وفريدريك إنجلز وصفًا واسعًا للاشتراكية، عبروا عنها كشكل من أشكال الملكية العامة أو المشتركة لوسائل الإنتاج والإدارة الذاتية للعمال داخل المشاريع الاقتصادية وحيث يستبدل الإنتاج ذو القيمة الاقتصادية للربح بإنتاج مستقبلي ذو إنتاج مباشر للاستخدام ينطوي على شكل من أشكال التخطيط الاقتصادي والنمو المخطط له بدلًا من ديناميكية تراكم رأس المال وبالتالي استبدال الإنتاج القائم على السلع وتخصيص عوامل الإنتاج القائم على السوق بالتخطيط الواعي.
على الرغم من أن ماركس وإنجلز لم يشرحوا مطلقًا عن المؤسسات المحددة التي قد توجد في الاشتراكية أو عن عمليات تنفيذ التخطيط في النظام الاشتراكي، إلا أن وصفهم الواسع وضع حجر الأساس للمفهوم العام للاشتراكية الذي يتميز بنظام اقتصادي خالٍ من قانون القيمة وقانون التراكم، وحيث تستبدل بالدرجة الأولى فئة القيمة بالحساب من حيث الواحدات الطبيعية أو المادية ليصبح تخصيص الموارد وإنتاجها وتوزيعها بمثابة شؤون فنية يضطلع بها المهندسون والاختصاصيون الفنيون.
يتألف الرأي البديل للاشتراكية التي تهيئ النماذج الكلاسيكية الجديدة لاشتراكية السوق من مفاهيم اشتراكية السوق المبنية على النظرية الاقتصادية الكلاسيكية والاشتراكية الريكاردية، حيث اُستخدمت الأسواق لتخصيص السلع الرأسمالية بين الجمعيات التعاونية التي يملكها العمال في اقتصاد السوق الحرة. من الخصائص الرئيسية لهذا النظام ملكية العاملين المباشرة لوسائل الإنتاج من خلال الجمعيات التعاونية المنتجة والاستهلاكية وتحقيق أسواق حرة حقيقية من خلال إزالة الآثار المشوهة للملكية الخاصة، وعدم المساواة الناشئة عن الاستيلاء الشخصي على الأرباح والفائدة لفئة ريعية، والاستئثار التنظيمي والاستغلال الاقتصادي. شُرح هذا الرأي من خلال التبادل وانتقده الماركسيون بشدة لفشله في معالجة القضايا الأساسية للرأسمالية التي تنطوي على عدم الاستقرار الناجم عن تطبيق قانون القيمة، والأزمات الناجمة عن الإفراط في تراكم رأس المال وعدم وجود سيطرة واعية على فائض الإنتاج. ونتيجةً لذلك، لعب هذا الرأي دورًا ضئيلًا أثناء مناظرة الحساب الاشتراكي في أوائل القرن العشرين.
نشأت الجدالات الأولى ضد استخدام التخطيط الاقتصادي المركزي للاقتصاد الاشتراكي من قِبل مؤيدي التخطيط الاقتصادي اللامركزي أو اشتراكية السوق، ومنهم بيير جوزيف برودون وبيتر كروبوتكين وليون تروتسكي. عمومًا، قيل إن الأشكال المركزية للتخطيط الاقتصادي التي تستبعد مشاركة العمال في الصناعات لن تكون كافية للحصول على معلومات مناسبة لتنسيق الاقتصاد بشكل فعال في حين أنها تعطل الاشتراكية ومفهوم الإدارة الذاتية للعمال واتخاذ القرارات الديمقراطية الجوهرية بالنسبة الاشتراكية. ومع ذلك، لم يقترح هؤلاء المفكرون مخططات تفصيلية للتخطيط الاقتصادي اللامركزي في هذا الوقت.

### المساهمات الأولى للاقتصاد الكلاسيكي الجديد
في مطلع القرن العشرين، قدم إنريكو بارون إطار نظري شامل للاقتصاد الاشتراكي المخطط. في نموذجه، وبافتراض أن التقنيات الحسابية مثالية، فإن المعادلات المتزامنة التي تربط المدخلات والمخرجات بنسب التكافؤ ستوفر تقييمات مناسبة من أجل تحقيق التوازن بين العرض والطلب.

## الواحدات المقترحة للمحاسبة والحساب

### الحساب العيني
كان من المُفترض غالبًا أن يكون الحساب العيني هو الشكل القياسي للمحاسبة التي تجري في النظام الاشتراكي إذ يُدار الاقتصاد من حيث الواحدات المادية أو الطبيعية بدلًا من المال والحساب المالي.
أصرّ أوتو نويرات، الفيلسوف والاقتصادي النمساوي، على رأيه أن الاقتصاد الاشتراكي يجب أن يكون بلا مال لأن مبدأ حجوم المال فشل في الحصول على معلومات كافية عن الرفاهية المادية للمستهلكين أو فشل في تحديد إجراء معين لجميع التكاليف والفوائد. وقال إن الاعتماد على أي واحدة مستقلة، سواء كانت ساعات - عمل أو كيلو واط ساعي، لن يكون كافيًا وأن عمليات الطلب والحسابات تتم بواسطة الواحدات الطبيعية المصنفة ذات صلة (أي كيلووات، طن، متر، إلخ).
في ثلاثينيات القرن العشرين، أوضح عالم الرياضيات السوفيتي ليونيد كانتوروفيتش كيف يمكن للاقتصاد من الناحية المادية البحتة أن يستخدم الإجراء الرياضي المقرر لتحديد مجموعة التقنيات التي يمكن استخدامها لتحقيق مخرجات معينة أو أهداف للخطة.

### المناظرة حول استخدام المال
بخلاف نويرات، جادل كارل كاوتسكي في ضرورة استخدام الأموال في الاقتصاد الاشتراكي. يذكر كاوتسكي أن الاختلاف الأساسي بين الاشتراكية والرأسمالية ليس غياب المال في السابق، بل إن الفارق المهم هو القدرة على أن يصبح المال رأس مال في ظل الرأسمالية. في الاقتصاد الاشتراكي، لا تتوفر حوافز لاستخدام الأموال كرأسمال مالي، وبالتالي سيكون للمال دور مختلف قليلًا في الاشتراكية.

### حساب زمن العمل
قدم جان أبيل مساهمته في مناظرة الحساب الاشتراكي والتي تحولت فيما بعد إلى نقاش قبل نشره باسم أسس الإنتاج والتوزيع الشيوعي من قبل اتحاد العام العمالي بألمانيا عام 1930. نُشرت نسخة باللغة الإنجليزية من قبل مايك بيكر في عام 1990.

## مناظرة ما بين الحربين

### مسألة الحساب الاقتصادي
اعتقد لودفيج فون ميزس أن الملكية الخاصة لوسائل الإنتاج كانت ضرورية ليكون الاقتصاد عاملًا، إذ قال:
كل خطوة تأخذنا بعيدًا عن الملكية الخاصة لوسائل الإنتاج وعن استخدام الأموال أيضًا تأخذنا بعيدًا عن الاقتصاد العقلاني.'
أتى جداله ضد الاشتراكية ردًا على أوتو نويرات بشأن جدوى التخطيط المركزي. وقال ميزس إن النقود وأسعار السوق المحددة المتعلقة بوسائل الإنتاج ضرورية من أجل اتخاذ قرارات عقلانية بشأن تخصيصها واستخدامها.